# Henk van Gent
Hendrik Maarten van Gent (Rotterdam, 10 mei 1951) is een Nederlands zeiler in de Laser-klasse en de 470-klasse. Hij nam in 1980 deel aan de Olympische Spelen in Tallinn, en behaalde hier de 4e plaats met 79 punten. Tijdens deelname aan de Spelen was Van Gent de stuurman. De bemanning was Jan Willem van den Hondel.
Naast zijn olympische zeilcarrière was Van Gent werkzaam als gymleraar op het voortgezet onderwijs. Hij heeft deze baan na enkele jaren op moeten geven wegens rugklachten ten gevolge van het wedstrijdzeilen.

## Zeilschool
Vanaf de jaren 80 heeft Van Gent een zeilschool gehad aan de Kralingse Plas waar hij les gaf aan cursisten, scholen en kinderen met een migratieachtergrond. In 2014 werd deze zeilschool ontruimd na een jarenlange rechtszaak met de gemeente Rotterdam.